# Polina Dasjkova

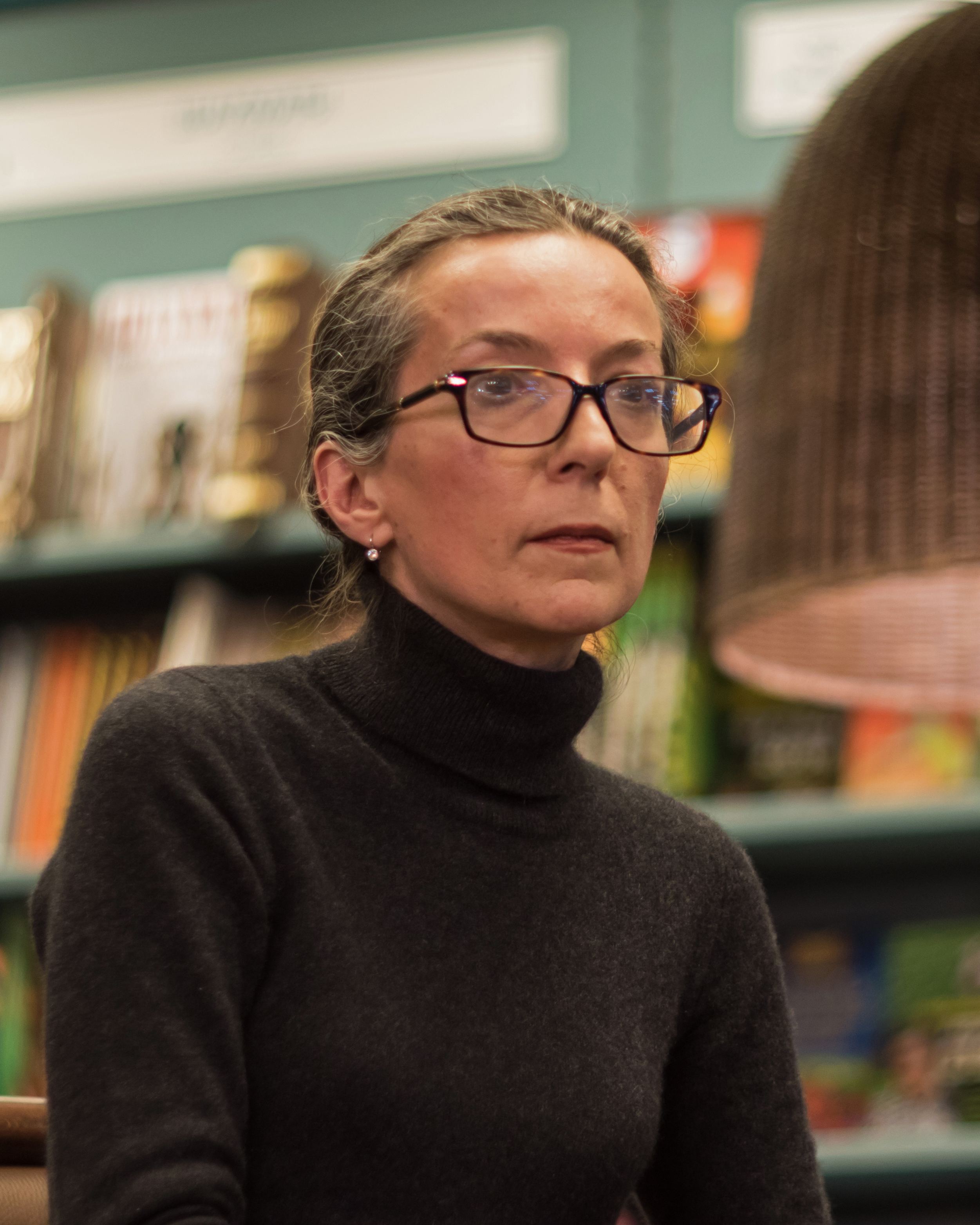

Polina Dasjkova (Russisch: Полина Дашкова) Pseudoniem van Tatjana Viktorovna Poljatsjenko (Russisch: Татьяна Викторовна Поляченко) (Moskou, 14 juli 1960) is een Russische vertaalster, journaliste en schrijfster.

## Biografie
Dasjkova studeerde aan het Gorki literair instituut in Moskou. In deze periode schreef ze vooral gedichten. Later werkte zij voor de krant, de radio en was actief als parlementair verslaggeefster. Zij is vooral bekend geworden als schrijfster van misdaadromans, hoewel zij ook fantasy schrijft.
In 1996 debuteerde zij in Rusland als schrijfster van misdaadromans met Krov'neroždennych. Ze voelde zich vooral geïnspireerd door Conan Doyle, Agatha Christie en Fjodor Dostojevski. Haar werk staat enerzijds in de traditie van de whodunits van Doyle en Christie, maar anderzijds zijn de boeken psychologische romans die terug grijpen op Dostojevski. Dasjkova verbindt in haar misdaadromans dus het wie en waarom van misdaad en geeft hierbij tegelijkertijd een fascinerende beschrijving van de hedendaagse Russische maatschappij.
Dasjkova is een van de meest succesvolle Russische auteurs van misdaadromans, samen met Boris Akoenin, Darja Donzowa en Alexandra Marinina. Van haar detectiveboeken verschenen vertalingen in het Nederlands, Bulgaars, Roemeens, Frans, Pools, Ests, Spaans en Duits. Er zijn wereldwijd minstens 45 miljoen exemplaren van haar boeken verkocht. Het meest succesvol is zij, behalve in Rusland, in Duitsland. De Engelse vertalingen die in de maak waren vond Dasjkova onacceptabel en zijn niet verder tot stand gekomen.
In Rusland zijn twee van haar detectiveromans verfilmd. In 2004 verscheen Mesto pod solncem (Nederlandse vertaling Club Kalasjnikov) en in 2009 Cheruvim, waarvan geen Nederlandse maar wel een Duitse vertaling, Der falsche Engel, verscheen.